# 강원특별자치도정선교육지원청
강원특별자치도정선교육지원청(江原特別自治道旌善敎育支援廳, Jeongseon Office of Education)은 대한민국 강원특별자치도 정선군을 관할하는 강원특별자치도교육청 산하의 교육지원청이다.
교육장은 장학관으로 보한다.

## 산하기관

### 초등학교
| - 갈래초등학교 - 고한초등학교 - 남선초등학교 - 남창분교 - 남평초등학교 - 백전초등학교 | - 벽탄초등학교 - 봉양초등학교 - 북평초등학교 - 사북초등학교 - 사음초등학교 - 여량초등학교 - 구절분교 | - 예미초등학교 - 고성분교 - 운치분교 - 임계초등학교 - 군대분교 | - 정선초등학교 - 가수분교 - 증산초등학교 - 함백초등학교 - 화동초등학교 |

### 중학교
| - 고한중학교 - 나전중학교 - 문곡중학교 | - 사북중학교 - 여량중학교 - 임계중학교 | - 정선중학교 - 함백중학교 | - 화동중학교 |

## 같이 보기
- 대한민국 교육부